# Борго-ді-Терцо
Борго-ді-Терцо, Борґо-ді-Терцо (італ. Borgo di Terzo) — муніципалітет в Італії, у регіоні Ломбардія, провінція Бергамо.
Борго-ді-Терцо розташоване на відстані близько 480 км на північний захід від Рима, 65 км на північний схід від Мілана, 18 км на схід від Бергамо.
Населення — 1148 осіб (2014).
Щорічний фестиваль відбувається 15 серпня. Покровителька — Богородиця Небовзята.

## Демографія
Населення за роками:

Станом на 1 січня 2023 року в муніципалітеті офіційно проживало 236 іноземців з 19 країн, серед них 49 громадян країн Євросоюзу та 5 громадян України.

## Сусідні муніципалітети
- Альбіно
- Берцо-Сан-Фермо
- Ентратіко
- Луццана
- Вігано-Сан-Мартіно